# Окулово (Підосиновське міське поселення)
Оку́лово (рос. Окулово) — присілок у складі Підосиновського району Кіровської області, Росія. Входить до складу Підосиновського міського поселення.
Населення становить 16 осіб (2010, 22 у 2002).
Національний склад станом на 2002 рік — росіяни 91 %.